# Тенхулт
Тенхулт (на шведски: Tenhult) е град в южна Швеция, лен Йоншьопинг, община Йоншьопинг. Разположен е на 11 km от западния бряг на езерото Ветерн. Намира се на около 280 km на югозапад от столицата Стокхолм и на 11 km на югоизток от Йоншьопинг. Има жп гара. Населението на града е 3108 жители, по приблизителна оценка от декември 2017 г.